# Delta de l'Okavango
El delta de l'Okavango (o pantans de l'Okavango), a Botswana, és el delta interior més gran del món. El forma el riu Okavango de forma endorreica; quan arriba a la plana del desert de Kalahari, aquí la major part de l'aigua es perd per evaporació i infiltració en lloc d'arribar al mar. Cada any, 11 km³ d'aigua reguen 15.000 km² de terra i algunes inundacions porten aigua al Llac Ngami. La reserva de caça de Moremi es troba a la part est del delta.
Fins al principi de l'Holocè, a la zona hi havia el llac Makgadikgadi.
El delta és molt pla, menys de 2 metres de variació d'alçada en 15.000 km².
Cada any, del flux d'aigua (11.000.000.000.000 litres) que entra al delta aproximadament el 60% el consumeix la transpiració de les plantes, el 36% es perd per evaporació, el 2% per percolació dins la terra i un altre 2% flueix al llac Ngami. La salinitat de l'aigua és baixa gràcies a les arrels de les plantes, cosa que també implica una escassa fertilització del sòl.

## Clima
El delta és un oasi dins d'un territori semiàrid, que rep uns 450 litres de pluja anual, una tercera part del que rep la seva conca a Angola. La precipitació cau principalment entre desembre i març en forma de fortes tempestes de capvespre.
De desembre a febrer, les temperatures màximes arriben als 40 °C amb humitats del 50 al 80%; de març a maig, les màximes davallen fins als 30 °C. Els mesos d'hivern es poden quedar just per sobre del punt de congelació.
De setembre a novembre, pugen les temperatures (és la primavera austral) i a l'octubre les temperatures arriben una altra vegada a 40 °C i és un mes molt sec.

## Vida silvestre
N'hi ha molta; s'estima que hi passen temporades uns 200.000 grans mamífers. El més nombrós hi és l'antílop Lechwe, amb 60.000 individus, que menja plantes aquàtiques. Entre els animals, hi ha elefants, girafes, cocodrils del Nil, hipopòtams, lleons, lleopards, hienes, antílops, rinoceronts negres i blancs, zebres, babuïns, etc. L'amenaçat gos silvestre africà també s'hi troba. Al delta, hi viuen unes 400 espècies d'ocells.

### Plantes
Els Cyperus papyrus formen gran part de la vegetació. Les aigües del delta són molt netes gràcies a l'acció compactant de la sorra de les arrels de les plantes.

## Població humana
Hi ha cinc grups ètnics amb identitat i idiomes diferents: hambukushu (també coneguts com a mbukushu, bukushu, bukusu, mabukuschu, ghuva, haghuva), dceriku (dxeriku, diriku, gciriku, gceriku, giriku, niriku), wayeyi (bayei, bayeyi, yei), bugakhwe (kxoe, khwe, kwengo, barakwena, ganda) i anikhwe (gxanekwe, tanekwe, river bushmen, swamp bushmen, gani, ani, xanekwe). Els hambukushu, dceriku i wayeyi són bantu.
Els bugakhwe i anikwhe són boiximans o bushmen.

## Galeria

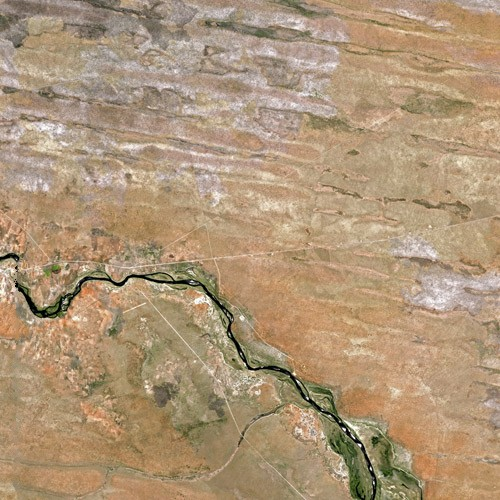
Delta de l'Okavango.
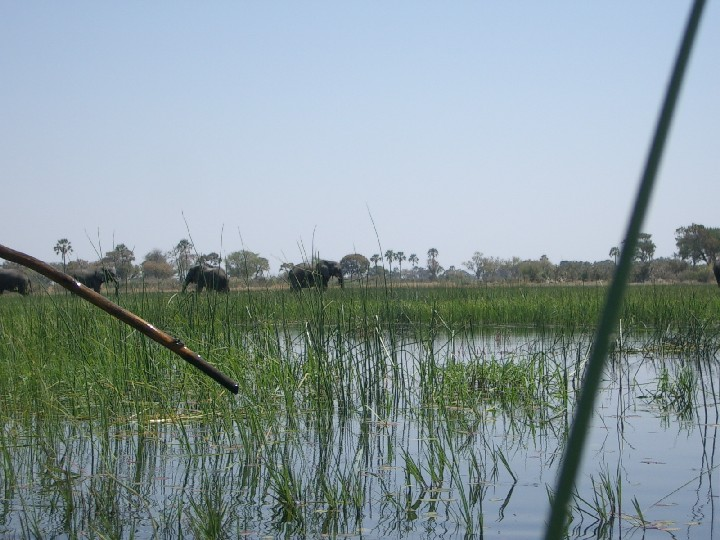
Elefants al delta.
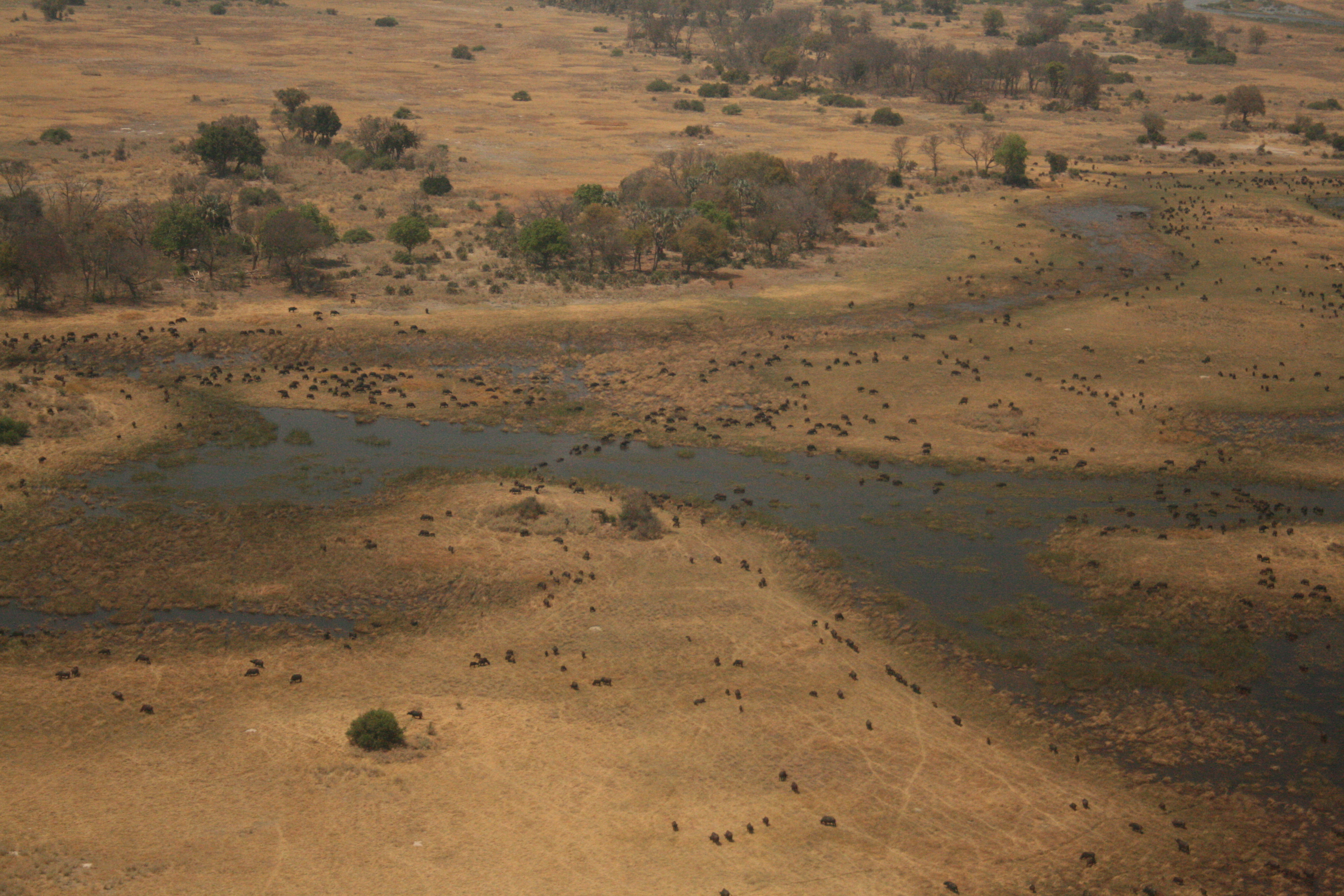
Ramat de búfals.
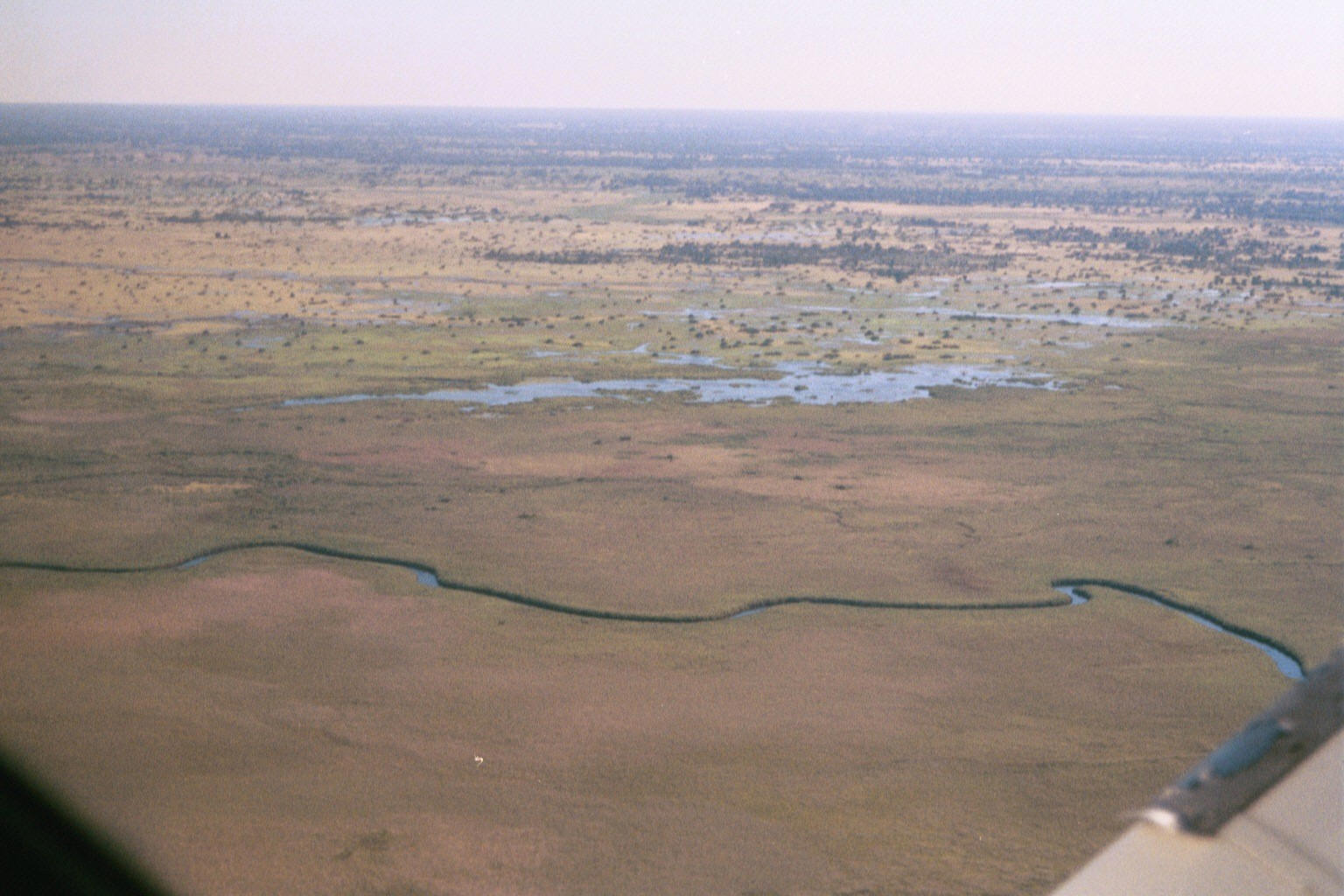
Delta vist des de 400 m.
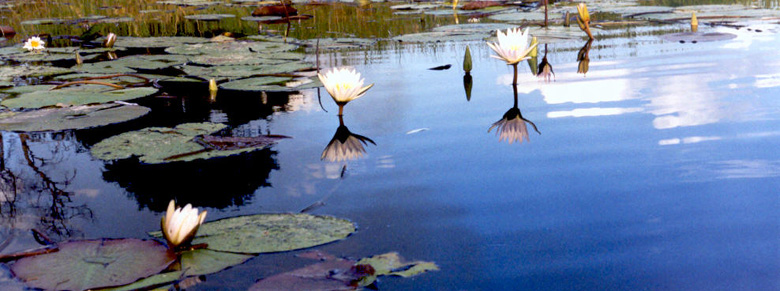
Lliris d'aigua al delta.
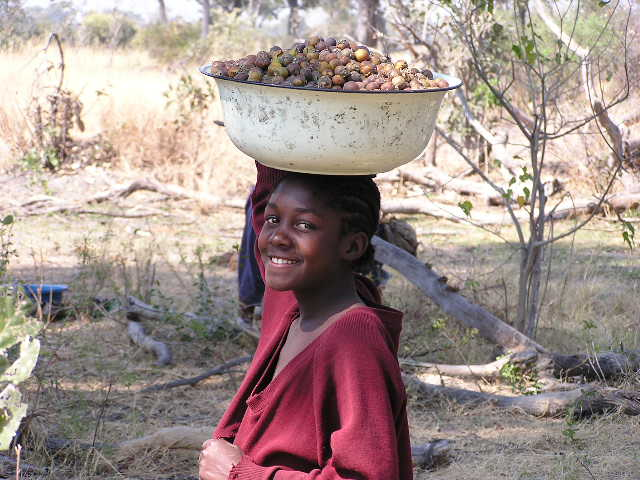
Noia recollint aliment.
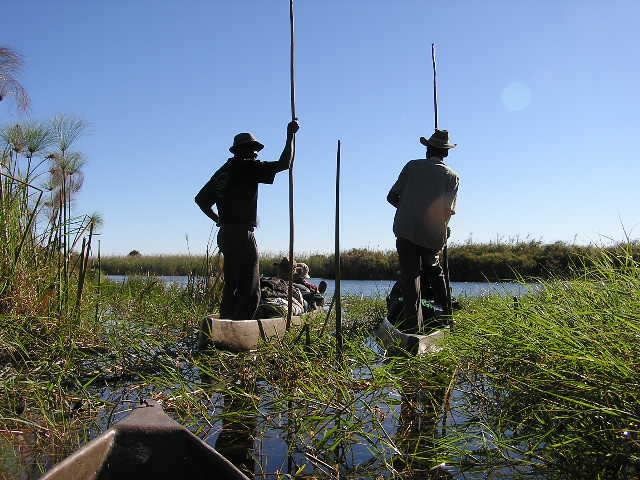
Hipopòtams.
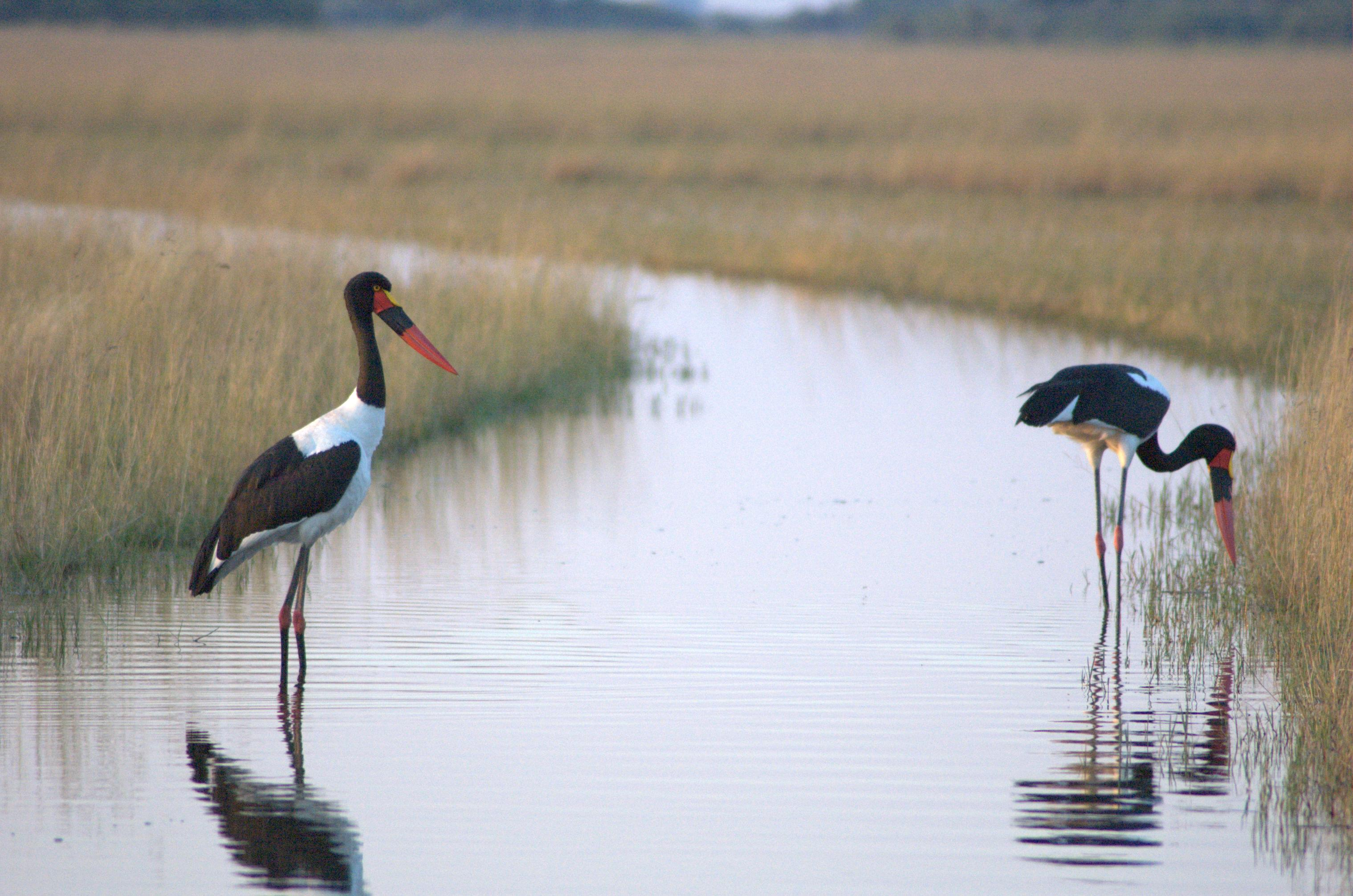
Cigonyes.